# Philippe de Lévis

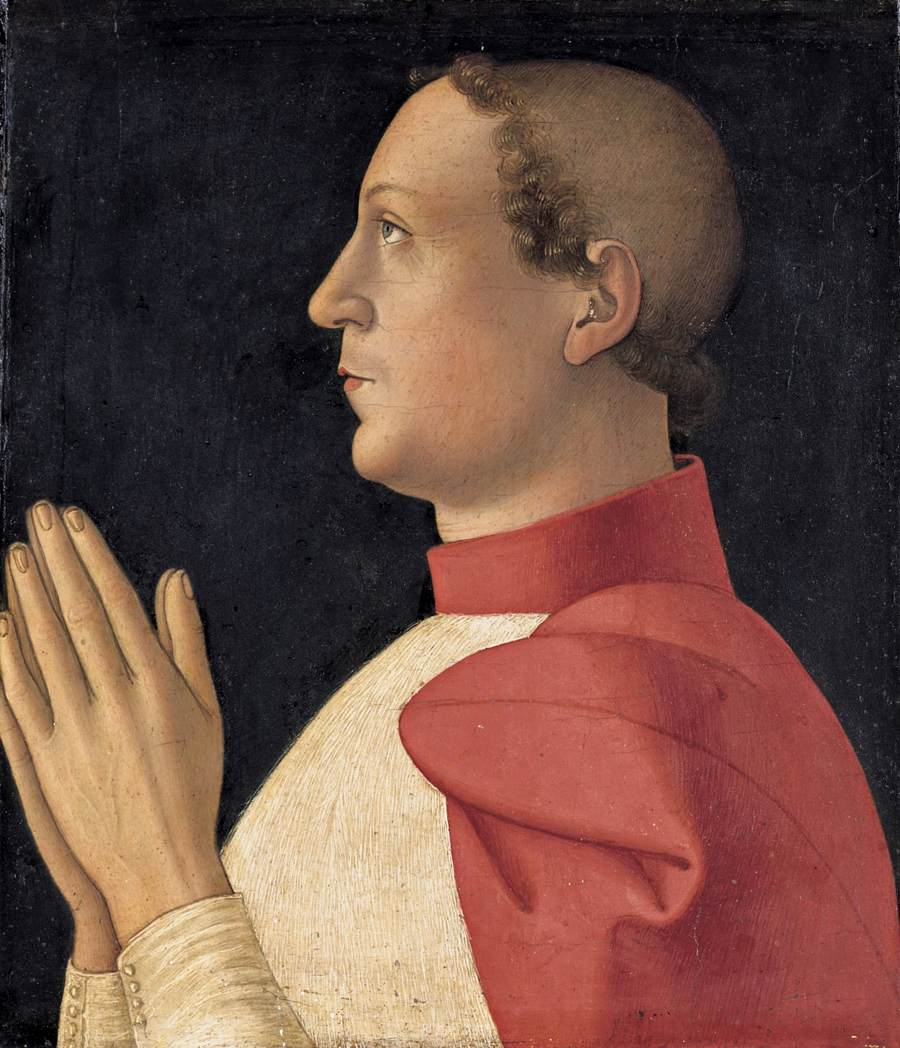
Kardinal Philippe de Lévis (Gemälde von Antoniazzo Romano, 1475)

Philippe de Lévis (* 4. November 1435 in Frankreich; † 4. November oder 11. November 1475 in Rom) war ein französischer Bischof und Kardinal der Römischen Kirche.
De Lévis wurde am 29. März 1454 als Nachfolger seines gleichnamigen Onkels zum Erzbischof von Auch gewählt. 1462 (nach anderen Quellen 1463) wurde er Erzbischof von Arles, nachdem der Vorgänger Pierre de Foix aus dem Amt geschieden war. Am 7. Mai 1473 wurde er von Papst Sixtus IV. zum Kardinalpriester von Santi Marcellino e Pietro erhoben. Nach seinem Tod folgte ihm sein Bruder Eustache als Erzbischof von Arles nach.